# 芬治西站
芬治西站（英語：Finch West Station）是一座多倫多地鐵央街－大學線車站，坐落加拿大安大略省多倫多北約克芬治西路和基爾街（Keele Street）的交界處，於2017年12月17日聯同該地鐵線的士巴丹拿延線項目其他車站一起開幕。
2007年，時任市長苗大衞聯同多倫多公車局公佈《公交都市》項目（Transit City），計劃在多倫多市内數處興建路面輕鐵線，當中包括一條路線連接芬治西地鐵站和漢博學院（Humber College）。新任市長福特於2010年上台後曾宣佈取消《公交都市》項目，並將多倫多市的軌道交通發展焦點改回重型地鐵。然而，多倫多市議會於2012年推翻福特的決定，恢復包括芬治西輕鐵線在内的部分《公交都市》項目。當局現時計劃於2015年展開芬治西輕鐵線工程，暫定於2020年通車。
下列由多倫多公車局（TTC）營運的巴士線駛經芬治西站：
- 36號A/D/F/K芬治西巴士線（Finch West）
- 41號A/E基爾街巴士線（Keele）
- 107號北基爾街巴士線（Keele North）
- 199號B芬治火箭巴士線（Finch Rocket）
- 336號芬治西深宵巴士線（Finch West）
- 341號基爾街深宵巴士線（Keele）

## 外部連結
- （英文）TTC Finch West Station （页面存档备份，存于）－多倫多公車局網站 芬治西站頁面